# Roses in the Snow
Roses in the Snow är ett musikalbum av Emmylou Harris som gavs ut 1980 på skivbolaget Warner Bros. Records. Harris utforskar på detta album bluegrassmusik och tolkar såväl traditionella amerikanska låtar som mer samtida kompositioner. ""Wayfaring Stranger" och "The Boxer" gavs ut som singlar från albumet. Albumet nådde plats 26 på Billboard 200-listan.

## Låtlista
(upphovsman inom parentes)
1. "Roses in the Snow" (Ruth Franks) - 2:32
2. "Wayfaring Stranger" (Trad; arr. Brian Ahern) - 3:26
3. "Green Pastures" (Trad; arr. Brian Ahern) - 3:08
4. "The Boxer" (Paul Simon) - 3:16
5. "Darkest Hour is Just Before Dawn" (Ralph Stanley) - 3:22
6. "I'll Go Stepping Too" (Tom James, Jerry Organ) - 2:16
7. "You're Learning" (Ira Louvin, Charlie Louvin) - 2:57
8. "Jordan" (Trad; arr. Brian Ahern) - 2:07
9. "Miss the Mississippi and You"	(Bill Halley) - 3:40
10. "Gold Watch and Chain"	(A.P. Carter) - 3:12